# Neutempler-Orden

„Der goldene Grund als Symbol der Ewigkeit, die Lilien als Symbol der (Rassen-) Reinheit und das rote Hakenkreuz als Symbol des aufsteigenden Arioheroischen“.

Der Neutempler-Orden oder lateinisch Ordo Novi Templi (kurz ONT) war eine völkisch-religiöse Organisation. Sie wurde 1900 von Jörg Lanz von Liebenfels in Wien gegründet. Lanz nutzte diesen Orden, um seine Ideen, die er zunächst als „Theozoologie“ oder „Ario-Christentum“ und ab 1915 als „Ariosophie“ bezeichnete, zu verbreiten. Der Orden verband esoterische Frömmigkeit mit damals modernen Begriffen der Rassenkunde und der Eugenik.

## Ausrichtung und Zielsetzung
Ziel von Lanz war es mit dem Neutempler-Orden den Rassenkampf zwischen angeblich höherrassigen „Herrenmenschen“ und minderrassige „Tiermenschen“ zu fördern und mit Gewalt „bis aufs Kastrationsmesser“ (Lanz) durchzusetzen. Lanz’ Ideen sollten es der Oberschicht und imperialistischen Gruppen erlauben „jede Ausbeutung“ zu rechtfertigen. Konkret sollte „die Versklavung“ der Bevölkerung wieder eingeführt werden und diese Herrschaft durch „die Entmannung“ von Andersdenkenden durchgesetzt werden. Frauen sollten als „Sklavinnen“ und „Zuchtmütter“ dienen.

## Aktivitäten der Neutempler-Organisation
Die Aufgaben der Mitglieder der Neutempler-Organisation waren:
1. Erstellung von Stammbäumen.
2. Vetternwirtschaft in Form von Pflege von Seilschaften (Korruption) aus dem Netzwerk der Neutempler.
3. Heiratsvermittlung.
4. Anwerbung neuer Mitglieder – entweder für höhere Aufgaben (Freimaurer oder Angehörige anderer Geheimbünde) oder als Auftragsarbeiter („Menschen mit unfeinen Umgangsformen“).
5. Gründung neuer Versammlungsorte.
6. Gründung von Kinderheimen und Aufbau von Dorfgemeinschaften zur Selbstversorgung – etwa als Versteck.
7. Leitung der Überseekolonien.
8. Pflegen einer fleischarmen oder vegetarischen Ernährung.
9. Einrichtung von Urnenfriedhöfen zum Kultivieren eines Totenkults nach einer Feuerbestattung.

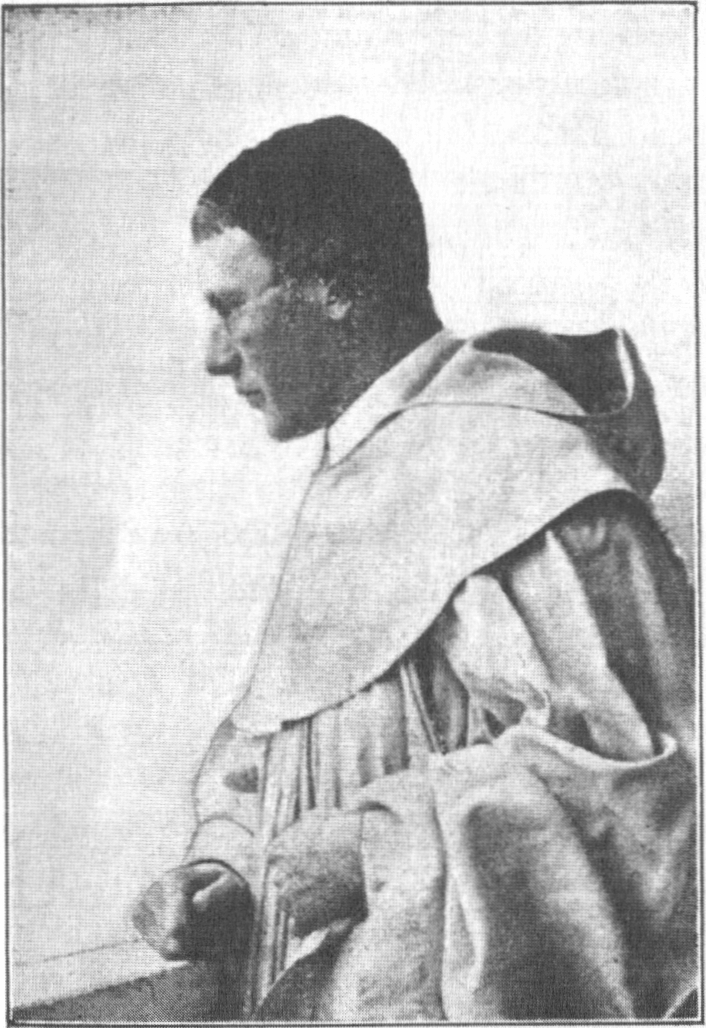
Adolf Lanz in seiner Kutte (vor 1907).

## Geschichte

### Entstehung

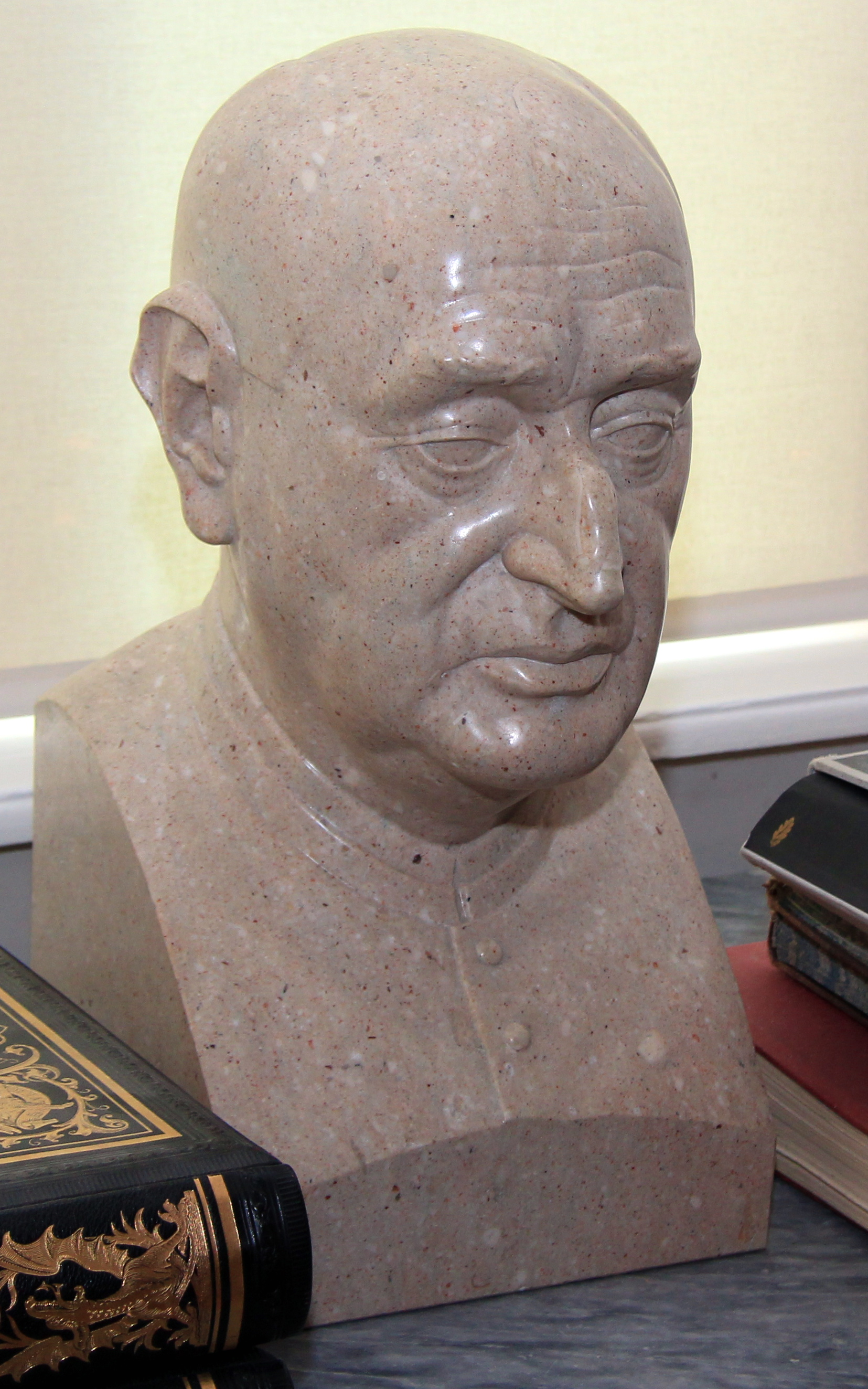
Der rechtsextreme Antisemit Nivard Schlögl hat Adolf Lanz ausgebildet und radikalisiert.

Lanz war kurz zuvor aus dem Zisterzienser-Orden ausgetreten und knüpfte bei der Namensgebung seines eigenen Ordens an den mittelalterlichen Templerorden an. Sein Interesse an den Templern wurde durch das zeitgenössisch populäre Motiv der Gralsritter in der neuromantischen Musik und Literatur von Richard Wagner, Erwin Guido Kolbenheyer und Friedrich Lienhard geweckt. Zudem waren die Templer eng mit den Zisterziensern verbunden; Bernhard von Clairvaux, der Begründer des Zisterzienserordens, hatte auch die Ordensregeln der Templer verfasst und lobte diese später für ihren Einsatz bei den Kreuzzügen.

Krukenkreuz auf der Brust der ONT-Mitglieder – in Anlehnung an den Zisterzienserorden.

Um die Zeit seiner Ordensgründung herum entwickelte sich Lanz zu einem entschiedenen Rassisten, der in den Ariern die höchststehende Rasse sah, die sich seit Urzeiten in einem Abwehrkampf gegen niedere Rassen befinde. Vor diesem Hintergrund entwarf er die Vorstellung, dass die Templer das Ziel gehabt hätten, im gesamten Mittelmeerraum ein arisches Großreich zu errichten. Die Verfolgung der Templer ab 1312 interpretierte er als einen Triumph rassisch Minderwertiger, deren Ziel es sei, die Herrschaft und Reinerhaltung der arischen Rasse zu untergraben. Zudem war er davon überzeugt, dass die katholische Kirche seit dieser Zeit die wahre christliche Lehre, als deren Kern er eben seine Vorstellungen eines Rassenkampfes betrachtete, unterdrückte. Seinen eigenen Orden sah er daher als einen Neubeginn des über Jahrhunderte hin unterbrochenen Kreuzzugs gegen niedere Rassen.
1907 erwarb Lanz die kleine Burgruine Werfenstein bei Grein in Oberösterreich als Priorat des Ordens. Im selben Jahr publizierte er ein Programm des Ordens, in welchem er ihn als Vereinigung von Ariern beschrieb, deren Ziele darin bestünden, das Rassenbewusstsein durch genealogische und heraldische Forschung, durch Schönheitswettbewerbe und durch die Gründung rassisch vorbildlicher Staaten in unterentwickelten Regionen der Welt zu fördern. Für den Orden entwickelte er eine eigene Liturgie und Zeremonien. In den Ordensregeln wurde festgelegt, dass nur blonde und blauäugige Männer beitreten durften, die zudem weiteren Kriterien des Ariertums genügen mussten, welche Lanz in seiner Schriftenreihe Ostara dargelegt hatte. Innerhalb des Ordens wurde eine Hierarchie eingerichtet, die sich nach der (vermeintlichen) rassischen Reinheit richtete. Am Weihnachtstag 1907 hisste Lanz auf dem Turm seiner Ordensburg zwei Flaggen: eine mit dem Wappen derer von Liebenfels, einem vermutlich um 1790 ausgestorbenen Adelsgeschlecht, als dessen Nachkomme er sich ausgab, und eine mit einer rechtsgewinkelten Swastika (Hakenkreuz), einem damals in der völkischen Bewegung beliebten Symbol.
Ab 1908 wurden auf Werfenstein öffentlichkeitswirksame Feste veranstaltet. Etliche hundert Gäste reisten auf der Donau, an der die Burg liegt, mit dem Dampfschiff an und wurden mit Kanonenschüssen empfangen, um anschließend im Burghof ausgiebig zu feiern. Dies fand große Resonanz in der nationalen Presse und förderte das Interesse an Lanz’ Publikationen.
Lanz arbeitete weiter an den Zeremonien und verfasste andächtige Gesänge und Verse. Die Burg ließ er u. a. mit weihevollen Darstellungen Hugo von Payns’, des ersten Großmeisters der Templer, und mit Darstellungen der „Äfflinge“, die in seiner Theozoologie als die Herkunft der niederen Rassen galten, dekorieren. 1915 und 1916 erschien in zwei Teilen ein Neutempler-Brevier, das Lanz mit anderen Ordensbrüdern verfasst hatte. Es enthielt Psalmen und Lobgesänge, die an die christliche Tradition anknüpften, aber Christus anflehten, die arische Rasse zu erlösen und die niederen Rassen auszulöschen.

### Aufstieg
Bis 1914 beschränkten sich die Aktivitäten auf Wien und Werfenstein, und der Orden hatte nur etwa 50 Mitglieder. Nach dem Krieg begann er jedoch zu expandieren, und es wurden etliche Stützpunkte in Deutschland und in Ungarn, wo Lanz sich seit 1918 aufhielt, eingerichtet. Der maßgebliche Organisator dieser Renaissance des Ordens war zunächst Detlef Schmude. Er hatte schon 1914 ein zweites Priorat in Hollenberg bei Kornelimünster (heute Ortsteil von Aachen) gegründet und übernahm bald nach seiner Rückkehr von der Front de facto die Rolle des emigrierten Lanz. Sein Priorat von Hollenberg blieb allerdings ein Provisorium, für das nie ein passendes Gebäude gefunden wurde und das er 1926 auflöste. Inzwischen gab es jedoch zwei neue Priorate: eines in der Wallanlage Wickeloh in der Gemeinde Groß Oesingen nahe dem niedersächsischen Uelzen und das Priorat Marienkamp, das Lanz selbst gegründet hatte und das ab 1926 seinen offiziellen Sitz in einer Kirchenruine aus dem 13. Jahrhundert in Balatoncsicsó am Nordufer des ungarischen Balaton hatte.

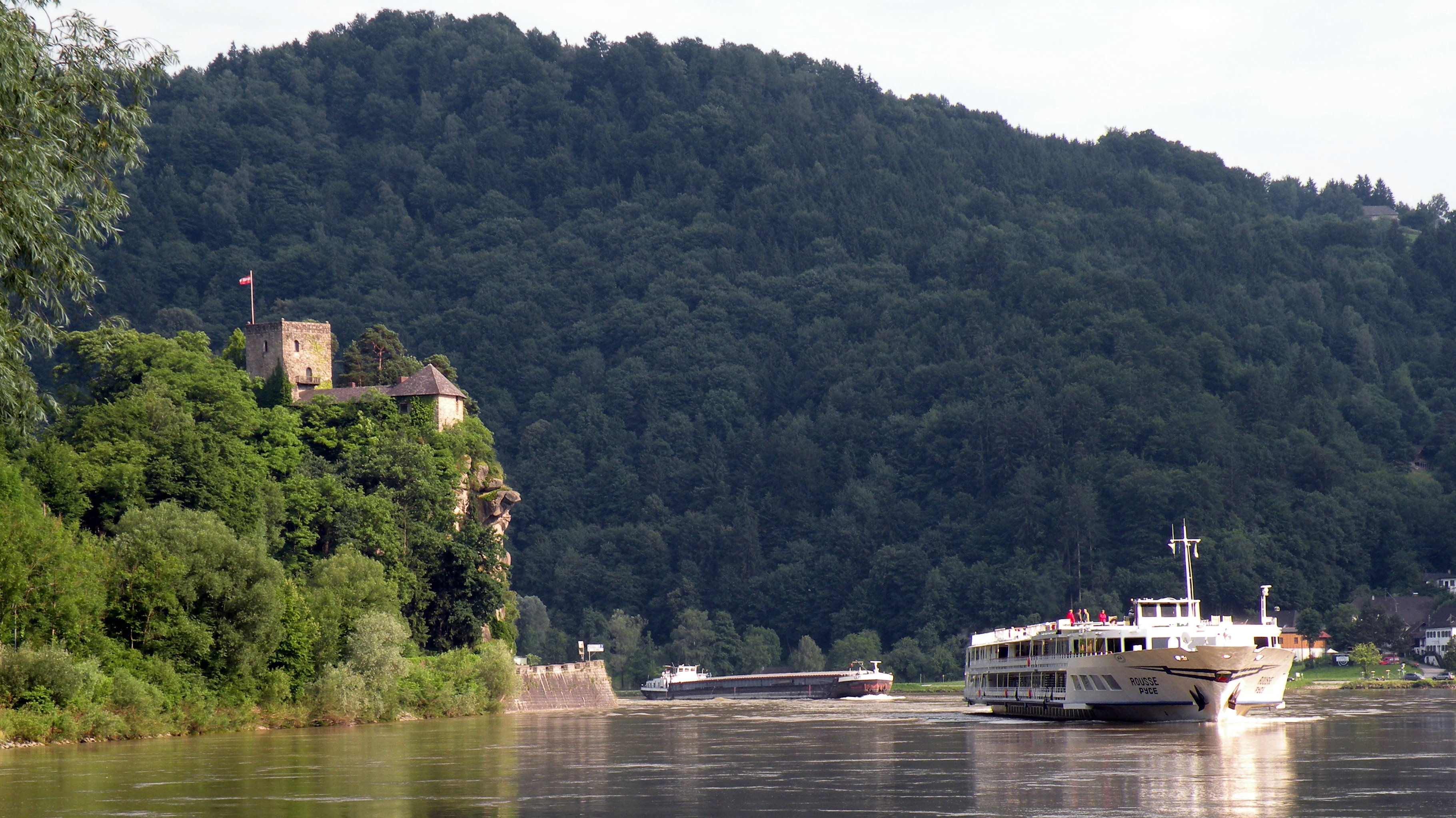
Burg Werfenstein an der Donau (2010)

In finanzieller Hinsicht verdankte der Orden sein Überleben in der Nachkriegszeit dem Wiener Industriellen Johann Walthari Wölfl. Dieser war ein begeisterter Leser der Ostara und bot Lanz beträchtliche Geldmittel unter der Bedingung an, dass man ihm das Priorat Werfenstein anvertrauen würde. Er erhielt dieses Amt und ermöglichte anschließend durch seine Zuwendungen ein Aufblühen der österreichischen Sektion des Ordens. Wölfl trug neben Lanz wesentlich zur weiteren Ausgestaltung der Liturgie des Ordens bei.

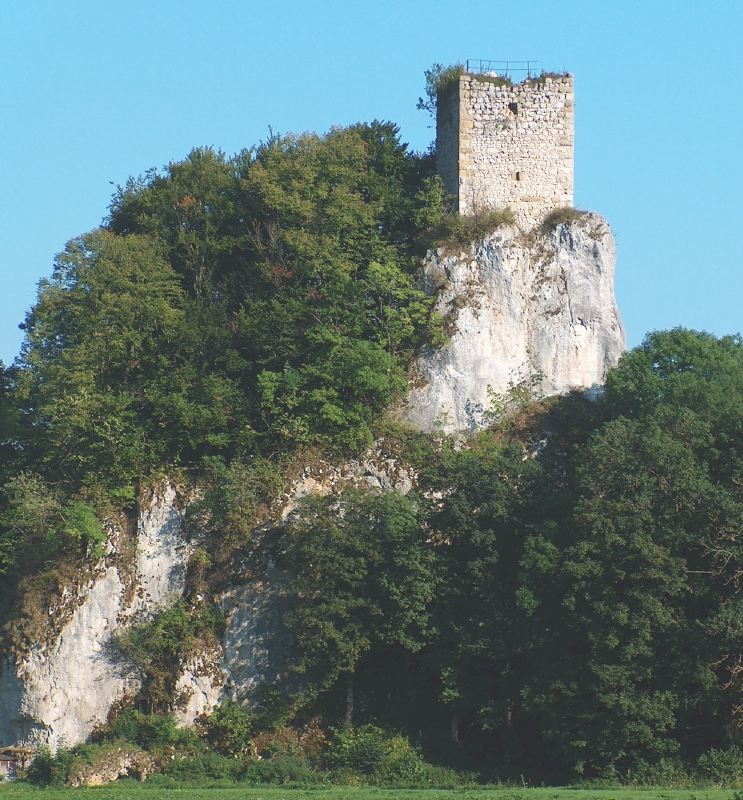
Ruine Dietfurt (2005)

In den 1920er Jahren gab es eine Initiative, die von Angehörigen des Hollenberg-Priorats ausging und sich zum Ziel setzte, ein Priorat in Norddeutschland zu errichten. 1926 erwarben einige Ordensbrüder alte Erdwälle in der Nähe des Ostseebades Prerow, die als Hertesburg bekannt waren. Man errichtete dort eine Holzkirche und weihte diese 1927 als Hertesburg-Presbyterium ein. Dieses fungierte als ein Zentrum der Ordensaktivitäten, bis das Gelände 1935 dem Darß-Nationalpark zugeschlagen wurde. Ebenfalls 1927 wurde die Ruine Dietfurt im Weiler Dietfurt, nahe dem hohenzollernschen Sigmaringen, als Priorat eingeweiht.
1932 gründete Wölfl in Wien den Lumenklub, der personell eng mit dem ONT verflochten war und dessen Ideologie einer breiteren Öffentlichkeit nahebringen sollte. Der Klub diente auch als Zentrum zur Anwerbung von Mitgliedern für die ab 1933 in Österreich verbotene NSDAP. Im Zusammenhang mit dem Lumenklub stand auch die Ostara-Rundschau, die Wölfl ab 1931 herausgab und die der internationalen Kooperation radikal-rechter Gruppen dienen sollte.
Seinen Höhepunkt erreichte der Orden um 1930 mit etwa 300 bis 400 Mitgliedern. Gegen Ende der 1930er Jahre wurde er wie alle anderen religiösen „Sekten“ in der Zeit des Nationalsozialismus aufgelöst.

### Nachwirkung
1942 gründete Lanz in dem ehemaligen Ordenspriorat Petena bei Waging am See, Oberbayern, mit seinem früheren Ordensbruder Georg Hauerstein den Vitalis-Neutemplerorden. Dieser akzeptierte auch weibliche Mitglieder und war bis 1973 aktiv. Nicholas Goodrick-Clarke sieht die Bedeutung des ONT „mehr in dem, was er ausgedrückt, als in dem, was er erreicht hat. Er kann als Symptom diffuser Unzufriedenheit genommen werden, dessen eigene Mischung typischer Sorgen, Interessen und Lebensstile in klarem Zusammenhang mit den unterschwelligen Ängsten innerhalb der österreichischen und deutschen Gesellschaft stand. Seine elitären und endzeitlichen Antworten auf diese Ängste vervollständigten den genozidischen Impuls.“

## Versammlungsorte
In der Forschung sind sieben konspirative Versammlungsorte (Priorate) der Neutempler-Organisation bekannt:
1. 1907 – Burg Werfenstein – Walthari Wölfl war Besitzer und Verwalter (Erzpriorat).
2. 1921–1926 – Hollenberg, fiktiver Name nach einem angeblich heiligen Berg bei Kelmis – Detlef Schmude – die dortigen Mitglieder wurden 1926 von Marienkamp-Szt. Balázs übernommen.
3. 1925–1927 Wickeloh bei Groß Oesingen in der Lüneburger Heide – Besitzer war Georg Hauerstein.[24]
4. 1925 – Marienkamp (Szent Balázs) in Balatoncsicsó am Plattensee/Ungarn – hier wohnte Lanz längere Zeit.
5. 1927 – Ruine Dietfurt in Staufen bei Sigmaringen.
6. 1928 – Hertesburg bei Prerow in Vorpommern – im Besitz von Georg Hauerstein (späterer Gründer der auch Frauen aufnehmenden Neuvitaleisenschaft bzw. Vitalis Neu Templer).
7. 1937 – Pilisszentkereszt (Heiligenkreuz) im Pilis-Gebirge in Ungarn.
8. 1938 – Püttenhof (Neutempleisen-Erzpriorat Petena) bei Waging am See in Oberbayern.
9. ? – Ulfilas in der Schweiz.
10. ? – Teutoburg in der Schweiz.